# Via dei Portoghesi
Via dei Portoghesi är en gata i Rione Ponte i Rom. Gatan löper från Via della Scrofa till Via dell'Orso. Gatan är uppkallad efter kyrkan Sant'Antonio dei Portoghesi, vilken är den portugisiska kommunitetens kyrka i Rom.
Vid gatan finns det så kallade Torre della Scimmia ("Aptornet").

## Omgivningar
Kyrkobyggnader
- Sant'Antonio dei Portoghesi
- Santa Maria della Concezione
- Sant'Agostino
- Sant'Apollinare

Gator och gränder
- Via dei Gigli d'Oro
- Via della Scrofa
- Torre della Scimmia
- Vicolo della Palomba
- Fontanella della Scrofa
- Fontana Vasca di Ripetta

### Webbkällor
- ”Via dei Portoghesi, Roma”. info.roma.it. Arkiverad från originalet den 11 maj 2023. https://archive.md/Fdieg. Läst 11 maj 2023.